# Masantol
Masantol é um município de  segunda classe de renda municipal (d) na província A Pampanga, nas Filipinas. De acordo com o censo de 1 de maio  de  2020 possui uma população de 57 990 pessoas e 13 465 domicílios.